# Ludwika Mosler

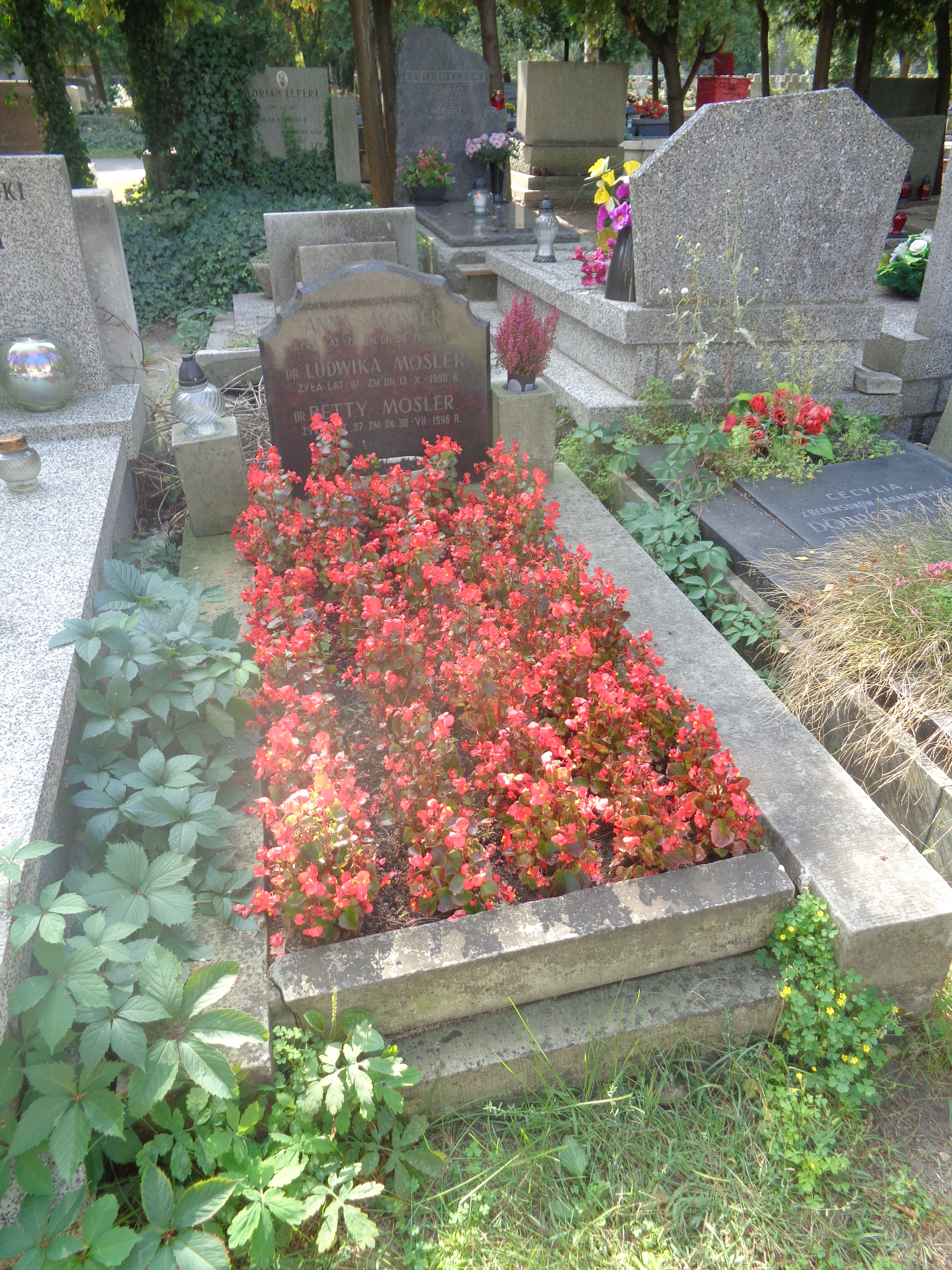
Grób Ludwiki Mosler na Cmentarzu Wojskowym na Powązkach

Ludwika Mosler (ur. 3 października 1903, zm. 13 października 1990) – polska historyk, zastępca profesora w Wyższej Szkole Nauk Społecznych przy KC PZPR.
Była zastępcą kierownika Katedry Historii Polski w Wyższej Szkole Nauk Społecznych przy KC PZPR. Wraz z Heleną Michnik jest współautorką wielokrotnie wznawianego podręcznika Historia Polski do roku 1795, napisanego z pozycji marksistowskich. Pochowana na cmentarzu Powązki Wojskowe w Warszawie (kwatera A2-11-9).

## Wybrane publikacje
- (współautor: Helena Michnik, Historia Polski do roku 1795, Warszawa: Państwowe Zakłady Wydawnictw Szkolnych 1956 (wyd. 2 - 1957, wyd. 3 - 1958, wyd. 4 - 1959, wyd. 5 - 1960, wyd. 6 popr. - 1961, wyd. 7 - 1961, wyd. 8 - 1963, wyd. 9 - 1964, wyd. 10 - 1965, wyd. 11 - 1966).